# 秋田県道192号釈迦内花岡白沢線
秋田県道192号釈迦内花岡白沢線（あきたけんどう192ごう しゃかないはなおかしらさわせん）は、秋田県大館市を通る一般県道である。

## 概要
国道7号のザ・ビッグ釈迦内店付近から北西方向へ伸び、大館駅方向から通る羽州街道（現・市道）と交差してすぐに秋田自動車道（大館西道路）を立体交差したあと、秋田県立大館工業高等学校付近で北方向へ進路を変える。花岡町地区で秋田県道68号白沢田代線に合流し、再び白沢駅付近で国道7号（終点）へ合流する。

### 路線データ
- 総延長 : 8.720 km[2]
- 実延長 : 3.672 km[2]
- 起点 : 秋田県大館市釈迦内字稲荷山265番1（国道7号交点、稲荷山下交差点）[3]北緯40度17分47.37秒 東経140度33分36.05秒
- 終点 : 秋田県大館市白沢字白沢521番14地先（国道7号交点、白沢交差点）[3]北緯40度20分21.16秒 東経140度35分31.22秒
- 未供用区間 : なし[2]

## 歴史
- 1959年（昭和34年）2月17日 - 大館市から北秋田郡花矢町花岡まで大館花矢線（整理番号24）として、花矢町花岡から白沢停車場まで花岡白沢停車場線（整理番号127）として秋田県道に認定される[4]。
- 1974年（昭和49年）3月19日 - 県道を再編統合して、改めて釈迦内花岡白沢線として秋田県道に認定される[3]。

## 路線状況

### 重複区間
- 秋田県道68号白沢田代線（大館市花岡町字前田・交点 - 大館市白沢字白沢・終点、国道7号交点）、5.048 km[2]

### 冬期閉鎖区間
- なし[5]

### 交通不能区間
- なし[6]

## 地理
かつては同和鉱業 花岡線が当道路と並行し、花岡鉱山と大館駅を結ぶ鉄道として営業しており、松峯駅は当道路の西側に隣接して設置されていたが、廃止後撤去された。

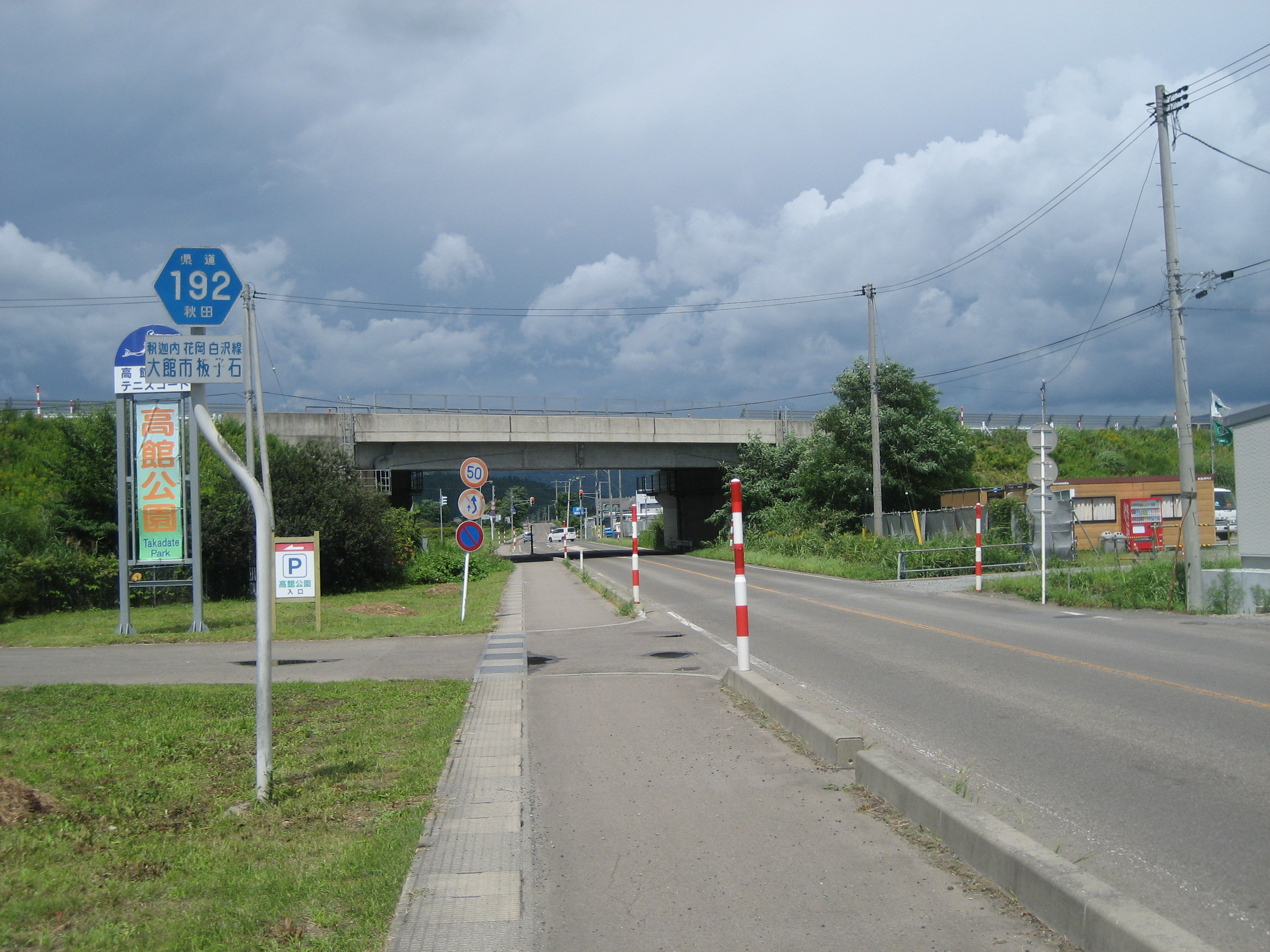
大館市板子石付近

### 交差する道路
| 施設名         | 接続路線名             | 備考              | 所在地                                                     |
| -------------- | ---------------------- | ----------------- | ---------------------------------------------------------- |
| 稲荷山下交差点 | 国道7号                | 起点              | 大館市釈迦内字稲荷山                                       |
|                | 秋田県道68号白沢田代線 |                   | 大館市花岡町字前田北緯40度19分34.68秒 東経140度33分10.88秒 |
| 白沢交差点     | 国道7号                | 終点 県道68号起点 | 大館市白沢字白沢                                           |

### 沿線の施設
- ザ・ビッグ釈迦内店（マックスバリュ東北運営）
- 秋田県立大館国際情報学院 : 市道経由、約800 m）
- 秋田県立大館工業高等学校
- 花岡郵便局
- DOWAエコシステム関連施設（旧同和鉱業 花岡鉱山）
- JR東日本 奥羽本線 白沢駅